# Junta de Clasificación Australiana
La Junta de Clasificación Australiana (en inglés: Australian Classification Board) es un organismo gubernamental australiano responsable de la clasificación y censura de películas, videojuegos y publicaciones para su exhibición, venta o alquiler en Australia. La ACB se creó en 1970 y antes formaba parte de la Office of Film and Literature Classification (OFLC), que se disolvió en 2006. El Departamento de Comunicaciones y Artes prestó apoyo administrativo al ACB desde 2006 hasta 2020, cuando se fusionó con el «megadepartamento» del Departamento de Infraestructuras, Transportes, Desarrollo Regional y Comunicaciones. Las decisiones tomadas por el ACB pueden ser revisadas por la Junta de Revisión de la Clasificación Australiana. El ACB funciona ahora bajo la Ley de Clasificación de la Commonwealth de 1995. El ACB está formado por un director, un subdirector y otros tres miembros de la junta, nombrados por el gobierno para mandatos de tres o cuatro años, y miembros temporales de la junta. El ACB tiene su sede en Sídney, Nueva Gales del Sur.
La ACB no censura directamente el material ordenando cortes o cambios. Sin embargo, puede censurar eficazmente los medios de comunicación denegando la clasificación y haciendo que los medios sean ilegales para su alquiler, exhibición e importación a Australia.
El sistema de clasificación tiene varios niveles de categorías «restringidas», que prohíben la venta, exhibición o uso de algunos materiales a los menores de una edad determinada. En 2005, los videojuegos y los juegos de ordenador pasaron a estar sujetos a las mismas clasificaciones y restricciones que las películas (con la excepción de las clasificaciones R18+ y X18+), en respuesta a la confusión de los padres. A pesar de que una línea del Código de Clasificación Nacional afirma que "los adultos deben poder leer, oír y ver lo que quieran", la clasificación R18+ para adultos no se aplicó a los videojuegos en Australia hasta el 1 de enero de 2013.
Algunas películas (las realizadas con fines educativos o de formación, por ejemplo) están exentas de la clasificación bajo ciertas condiciones. Los festivales de cine y las instituciones como el Centro Australiano de la Imagen en Movimiento (ACMI) pueden solicitar a la ACB una exención de la clasificación con el fin de proyectarla en un festival o evento cinematográfico concreto. Si el ACB considera que una obra no clasificada, en su opinión, recibiría una clasificación X18+ si se clasificara, no concederá una exención para su proyección pública, ya que una X18+ no puede exhibirse. El ACB puede exigir a los festivales de cine que la entrada a un festival o a una proyección esté restringida por la edad.

## Historia
La Office of Film and Literature Classification fue creada en 1970 para clasificar o calificar todas las películas (y más tarde en 1994, los videojuegos) que llegaron a Australia. En los primeros años del sistema, a partir de noviembre de 1972, había cuatro clasificaciones:
- G para «público general»

- NRC para «orientación paterna sugerida para menores de 12 años» (posteriormente se convirtió en PG) o G8+ for videojuegos

- M para «sugerido para mayores de 13 años» (posteriormente se convirtió en M 15+ desde finales de los años 80 hasta 2005)

- R de «exhibición restringida»[4] (antes «sólo apta para adultos». Posteriormente se convirtió en R 18+ a finales de la década de 1980)

La clasificación MA15+ se introdujo en 1993, para marcar el contenido que era demasiado fuerte para la clasificación M, pero no tanto que el contenido debería restringirse solo a personas mayores de 18 años.
Las marcas de clasificación de color actuales para películas y juegos de computadora se introdujeron en mayo de 2005.
En agosto de 2014, la Australian Classification Board introdujo enmiendas para permitir el proceso de clasificación automatizado empleado por la Coalición Internacional de Calificación por Edad. Este nuevo proceso reduce los costos de los desarrolladores de videojuegos a medida que buscan obtener calificaciones para sus productos que se distribuyen digitalmente en línea.

## Clasificaciones de literatura
Las publicaciones como libros, revistas y otros medios impresos (como calendarios, tarjetas y catálogos) deben clasificarse si contienen descripciones y / o descripciones de sexualidad, drogas, desnudos o violencia inadecuado para un menor o incluso un adulto que se ofendería si se vendiera como una publicación sin restricciones.
Las clasificaciones de publicación se aplican con mayor frecuencia a las revistas con representaciones visuales de desnudez o actividad sexual, como muchas revistas para hombres. Es poco común que estas calificaciones aparezcan en los libros, incluso aquellos que tratan temas de adultos, excepto en los casos más controvertidos.
| Símbolo | Edad adecuada                                    | Descripción de la clasificación |
| ------- | ------------------------------------------------ | --- |
|         | Todas las edades                                 | Estas publicaciones no tienen restricciones, y generalmente es para todas las edades, aunque no específicamente es dirigido a público general. |
|         | 15 años o más                                    | Estas publicaciones no tienen restricciones, aunque pueden no ser recomendables para lectores menores de 15 años. |
|         | 18 años o más                                    | Estas publicaciones no están disponibles para menores de 18 años. Estos pueden contener imágenes de desnudos sexualizados. Deben ser distribuidos en un envoltorio sellado. Sus cubiertas deben ser adecuadas para la exhibición pública. |
|         | 18 años o más                                    | Al igual que las publicaciones restringidas de la categoría 1, no están disponibles para menores de 18 años. Sin embargo, contienen imágenes explícitas de la actividad sexual real que no están permitidas en la categoría 1, y solo se pueden mostrar en sitios que están restringidos a adultos. Por lo tanto, ninguna publicación que pueda ser clasificada como Restringida en la categoría 2 puede mostrarse en eventos públicos registrados. |
|         | Ninguna, porque la publicación ha sido censurada | Las publicaciones clasificadas con RC están prohibidas y no pueden venderse ni exhibirse en ningún lugar de Australia. |

## Clasificaciones de películas y videojuegos

### Restricciones
Las clasificaciones que figuran desde Exempt (E) hasta Mature (M) no tienen restricciones y pueden sugerir el asesoramiento de los padres, pero no imponen ninguna restricción legal al acceso o la distribución del material. Por el contrario, las clasificaciones desde Mature Accompanied (MA 15+) en adelante están legalmente restringidas: es ilegal vender o exhibir material clasificado a cualquier persona menor de la edad mínima mencionada.
| Símbolo                     | Descripción de la clasificación |
| --------------------------- | --- |
| Exempt (E)                  | Sólo pueden quedar exentos de la clasificación tipos muy específicos de material (incluyendo material educativo y espectáculos artísticos), y el material no puede contener nada que exceda las limitaciones de la clasificación PG. La evaluación de la exención puede ser realizada por el distribuidor o el exhibidor (autoevaluación) sin necesidad de someter el producto a la certificación del ACB. Las películas exentas autoevaluadas no pueden utilizar el marcado oficial, aunque se aconseja que las películas y los juegos de ordenador autoevaluados como exentos muestren: «Esta película/juego de ordenador está exento de clasificación». |
| General (G)                 | Contiene material disponible para su visualización general. Esta categoría no designa necesariamente una película o un juego para niños. Aunque no es obligatorio en esta categoría, el consejo puede proporcionar información al consumidor. Los consejos al consumidor en la clasificación G suelen referirse a los impactos en niños muy pequeños. El contenido es de impacto muy leve. - Los temas deben tener un sentido muy bajo de amenaza o amenaza, y estar justificados por el contexto. - La violencia debe tener un bajo sentido de amenaza o amenaza, y estar justificada por el contexto. - La actividad sexual debe ser muy leve y muy discretamente implícita, y estar justificada por el contexto. - El lenguaje grosero debe ser muy suave y poco frecuente, y estar justificado por el contexto. - El consumo de drogas debe insinuarse de forma muy discreta y estar justificado por el contexto. - La desnudez debe estar justificada por el contexto. |
| Parental Guidance (PG)      | No se recomienda que los menores de 15 años vean o jueguen sin la orientación de sus padres o tutores. Contiene material que los espectadores jóvenes pueden encontrar confuso o molesto. El contenido es de impacto leve. - Los temas deben tener un sentido muy bajo de amenaza o peligro, y estar justificados por el contexto. - La violencia debe ser leve y poco frecuente, y estar justificada por el contexto. No se permite la violencia sexual. - La actividad sexual debe ser leve y discretamente implícita, y estar justificada por el contexto. - El lenguaje grueso debe ser suave y poco frecuente, y estar justificado por el contexto. - El sexo, la desnudez y el consumo de drogas deben ser suaves, poco frecuentes, «discretamente implícitos» y «justificados por el contexto». - El consumo de drogas y la desnudez deben estar justificados por el contexto. |
| Mature (M)                  | Recomendado para mayores de 15 años. Los menores de 15 años pueden acceder legalmente a este material porque se trata de una categoría consultiva. Esta categoría contiene material que puede requerir una perspectiva madura, pero que no se considera demasiado fuerte para los espectadores más jóvenes. El contenido es de impacto moderado, aunque en los últimos años, el prefijo indicador «moderado» se omite en los consejos al consumidor, por ejemplo, «violencia moderada» se denomina «violencia». - Los temas pueden tener un sentido moderado de amenaza o amenaza, si está justificado por el contexto. - La violencia moderada está permitida, si está «justificada por el contexto». La violencia sexual debe ser muy limitada y estar justificada por el contexto. - La actividad sexual debe estar discretamente implícita, si está «justificada por el contexto». - Se puede utilizar un lenguaje grosero. El lenguaje grosero agresivo o fuerte debe ser infrecuente y estar justificado por el contexto. - El consumo de drogas y la desnudez deben estar justificados por el contexto. |
| Mature Accompanied (MA 15+) | Contiene material que se considera inadecuado para ser exhibido por menores de 15 años. Los menores de 15 años pueden comprar, alquilar, exhibir o ver legalmente estos contenidos sólo bajo la supervisión de uno de sus padres o de un tutor adulto. Se puede pedir a una persona que muestre una prueba de edad antes de alquilar o comprar una película o un juego de ordenador MA 15+. El contenido es de fuerte impacto. Se permite la violencia realista de intensidad media. Las representaciones violentas con un «alto grado de realismo» sólo se aceptan si están «justificadas por el contexto». La violencia estilizada, sin embargo, puede ser «más detallada». - La violencia fuerte está permitida, aunque si es sangrienta y fuerte debe ser «poco frecuente» o estar «justificada por el contexto». - La violencia sexual sólo se permite si «no es frecuente, gratuita o explotadora». - La actividad sexual puede ser «discretamente implícita» o «simulada». - La desnudez está permitida, pero en un contexto sexual «no debe ser explotadora». - Las escenas aterradoras o intensas «no deben perturbar a un adulto razonable». - Se puede utilizar un lenguaje agresivo y muy fuerte, pero «no debe ser explotador». - El consumo de drogas puede ser representado, pero no de forma «apoteósica». - Los temas, si son fuertes, deben estar justificados por el contexto. |
| Restricted (R 18+)          | Contiene material que se considera inadecuado para su exhibición a menores de 18 años. Los menores de 18 años no pueden comprar, alquilar, exhibir o ver legalmente contenidos clasificados como R 18+. Es posible que se pida a una persona una prueba de su edad antes de comprar, alquilar o ver una película o un juego de ordenador R 18+ en una tienda o cine. Algunos materiales clasificados R 18+ pueden resultar ofensivos para sectores de la comunidad adulta. El contenido es de alto impacto. - Se permiten las representaciones realistas y explícitas de la violencia, pero no la violencia que es «frecuentemente gratuita, cruel, explotadora y ofensiva para un adulto razonable». - Los temas pueden tener un «alto grado de intensidad» pero no deben ser «explotadores». - La violencia sexual sólo se permite en la medida en que sea «necesaria para la narración» y «no sea explotadora" o «no se muestre en detalle». - La actividad sexual puede ser «simulada de forma realista», pero no se permite la representación de «actividad sexual real». Sin embargo, varias películas que contienen representaciones artísticas de actividad sexual real, como Romance y Nymphomaniac, han sido aprobadas con la clasificación R18+. - El consumo de drogas puede mostrarse, pero «sin detalles gratuitos» y tampoco debe «promoverse o fomentarse". En el caso de los juegos de ordenador, no se permite el consumo de drogas relacionado con «incentivos y recompensas». - La desnudez en un contexto sexual «no debe incluir un contacto genital evidente». - El lenguaje grueso no tiene prácticamente ninguna restricción. |
| Restricted (X 18+)          | Contiene material que es de naturaleza pornográfica. Las personas menores de 18 años no pueden legalmente comprar, alquilar, poseer, exhibir o ver estas películas. La exhibición o venta de estas películas a personas menores de 18 años es un delito que conlleva una multa máxima de A$ 5500. Esta clasificación no es utilizada en videojuegos. |

### Otras clasificaciones
| Símbolo | Nombre                                                | Edad adecuada                                  | Color   | Descripción de la clasificación | Impacto moral      |
| ------- | ----------------------------------------------------- | ---------------------------------------------- | ------- | --- | ------------------ |
|         | Check the classification (Verifique la clasificación) | Desconocido (no está clasificado aún)          | Naranja | El contenido ha sido evaluado y aprobado para publicitar películas y juegos de computadora sin clasificar. Generalmente se escribe en la marca: «Esta película tiene aprobación publicitaria. Verifique la clasificación más cercana a la fecha de lanzamiento». | Desconocido o nulo |
|         | Refused Classification (Clasificación rechazada)      | Ninguna, porque el contenido ha sido censurado | Blanco  | Contiene material que, aunque en la mayoría de los casos es legal poseerlo, se considera ofensivo para los estándares de moralidad, decencia y propiedad generalmente aceptado por un «adulto razonable» en la medida en que no se lo debe clasificar. La clasificación es obligatoria, y las películas que son rechazadas por la ACB están legalmente prohibidas para la venta, el alquiler o la exhibición pública, con una multa máxima de $275 000 y/o 10 años de cárcel si una persona / organización incumple esta ley. Sin embargo, es legal poseer películas y juegos de RC para personas mayores de 18 años (excepto en Australia Occidental y ciertas partes del Territorio del Norte a menos que contengan contenido ilegal (como pornografía infantil). El contenido es muy alto en impacto. | Prohibido          |